# 영어실력기초
《영어실력기초》(英語實力基礎)는 안현필이 지은 영어학습서이다. 1950년대에 초판이 나왔으며 1970년대까지 한국의 대표적인 영어 참고서였다. 2009년 현재까지 계속 발행되고 있다.
저자가 40~50년대 서울고등학교와 경기고등학교의 담임 및 영어과 주임을 맡으면서 학생들을 위해 집필, 등사한 것이 시초이며 이것이 점점 소문이 퍼지면서 전국적으로 인기를 끌어 정식으로 출판된 것이 지금의 영어실력기초이다. 상세하고 독자의 흥미를 끈다고 평가받는 교수법 이외에도 저자의 잔소리나 여담이 사람들의 이목을 끌었다.

## 같이 보기
- 수학의 정석